# Brauerei Krug
Die Brauerei Krug ist eine Brauerei in Breitenlesau, das zur Stadt Waischenfeld gehört. Der Ausstoß pro Jahr liegt bei 40.000 Hektolitern.

## Geschichte

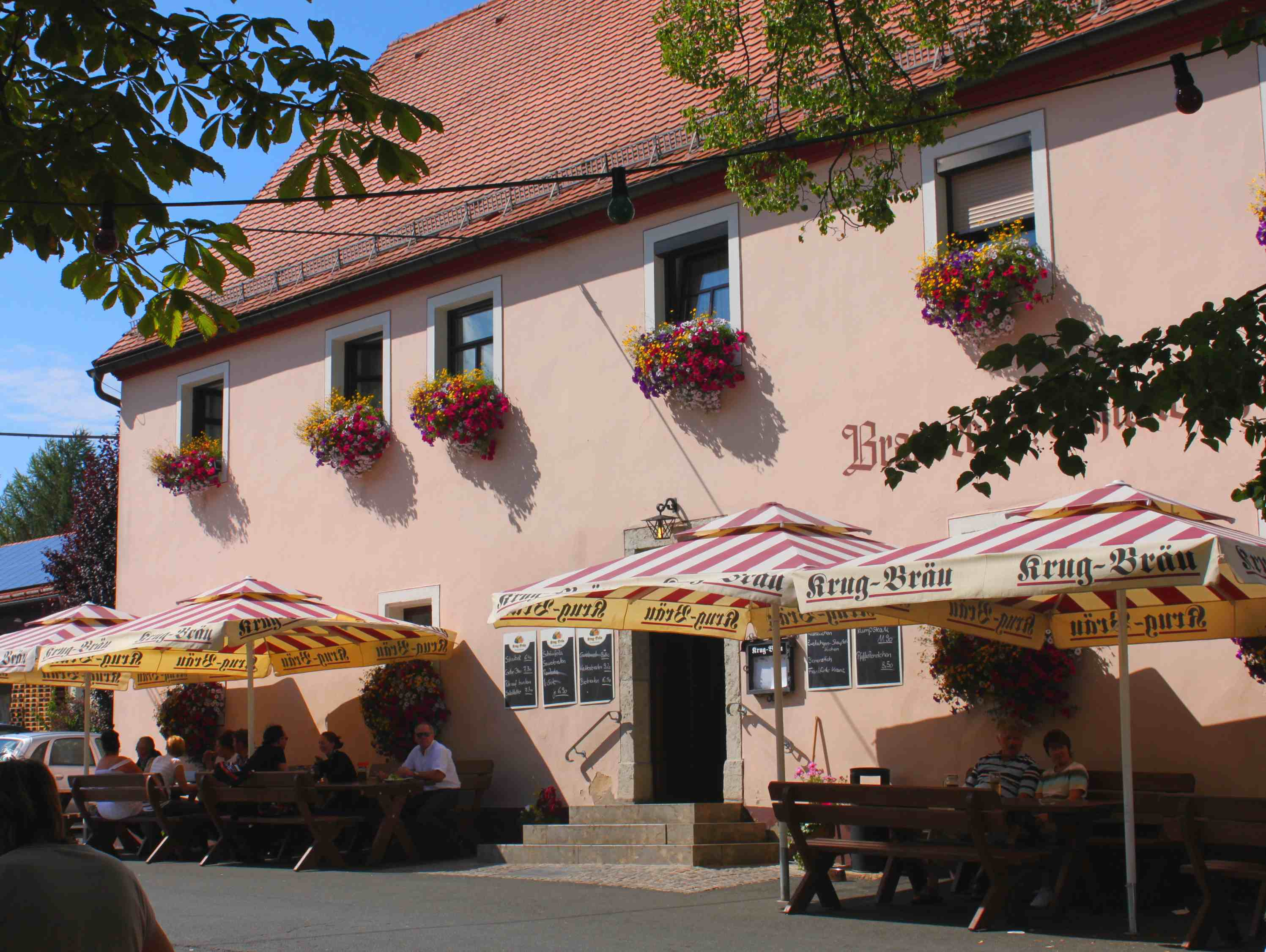
Das Gasthaus der Brauerei

Gegründet wurde die Brauerei im Jahre 1834 von der Familie Krug. Die Brauerei verkauft Bier mittlerweile in sechs bayerischen Regierungsbezirken sowie nach Hessen, Berlin, Nordrhein-Westfalen und Bremen. Exportiert wird nach Russland, Ukraine, Dänemark und Italien.

## Produkte
Dauerhaft im Produktsortiment sind folgende Biere vertreten: Ein dunkles Lagerbier, das etwa 80 % des Gesamtausstoßes ausmacht, ein Pilsner, ein dunkles Festbier, ein Helles, ein als „Urstoff“ bezeichnetes Kellerbier, ein Weißbier, ein Bernstein Radler und das Gaas-Seidla (Biermischgetränk mit Cola und Kirschdessertwein). Saisonal angeboten werden ein bernsteinfarbenes Bockbier (zur Fastenzeit und Mitte November) und ein Weihnachtsfestbier (ab Ende November bis Weihnachten).

## Literatur

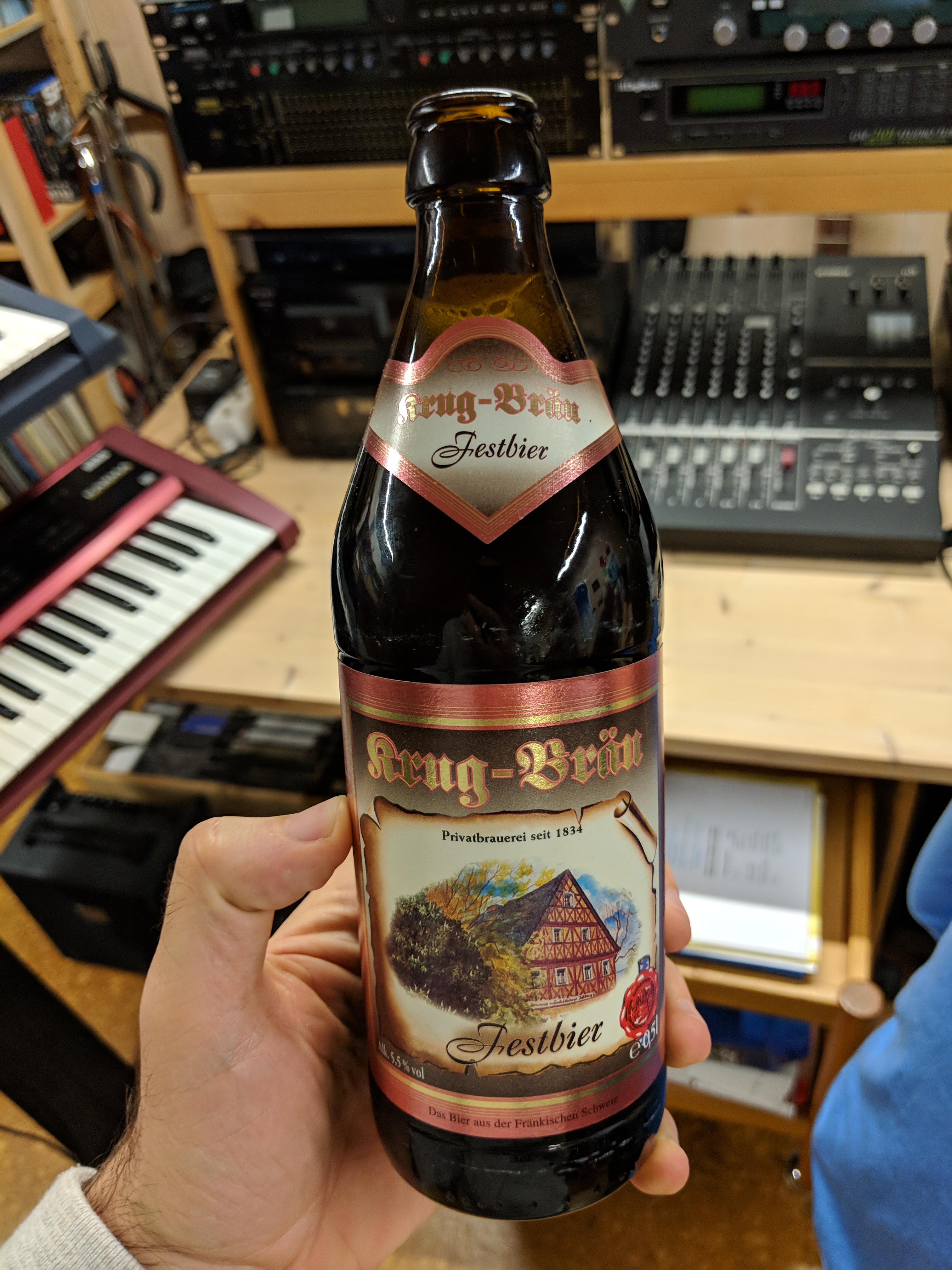
Krug-Bräu